# Ми-12
 Ми-12 или В-12 (НАТО назив:"Homer") је совјетски тешки транспортни хеликоптер, и уједно највећи хеликоптер икад направљен.

## Дизајн и развој
Радови на Ми-12 су почели 1965. због потребе за транспортом тешких ракетних система, стога је планирано да хеликоптер може да подигнеи терет од 30.000 kg. Израђена су два прототипа а први је полетео 1968. затим је 1971. јавности приказан на Париском сајму авио технике. Ми-12 је био један од ретких модерних хеликоптера који су користили конфигурацију ротора једног уз други. Свака страна је имала петокраки ротор, а покретали су их четири Соловиев Д-25ВФ турбоосовниска мотора. Мотори, пренос и роторски систем су пренесени с Ми-6 а двоструки роторски систем омогућио је израду неколико модификација. Ми-12 је имао трицикл Подвожје ваздухоплова подвожје с двоструким точковима а посаду је чинило шест чланова. Могао је да превезе 196 путника, стандардни терет који јемогао да носи било је 20,000 kg , док је максимална тежина терета ишла до највише 40,000 kg.
На једном пробном лету, дошло је чак до мање несреће када је хеликоптер пребрзо слетео због чега се искривио предњи точак. То је поправљено и касније је нормално наставиода лети. Током развоја овог хеликоптера, дизајнери су наилазили на многе проблеме па како није испунио очекивања, постало је јасно да се никада неће производити. Један прототип се налази у Монино музеју (50km од Москве) а други код Милове фабрике крај Москве.

## Техничке карактеристике (В-12)

### Основне карактеристике
- посада: 6
- капацитет: ВТОЛ 25.000 kg

СТОЛ 30.000 kg
40.204,5 kg рекордна носивост
- дужина: 37,00 m
- пречник ротора: 2x 35,00 m
- висина: 12,50 m
- маса ваздухоплова: 97.100 kg
- максимална маса узлетања: 105.000 kg

### Летне карактеристике
- највећа брзина: 260 km/h
- долет: 500 km
- највећа висина лета: 3.500 m
- мотор: 4 x Соловиев Д-25ВФ